# Van Lamsweerde

Geslachtswapen (1817) met een zilveren Agnus Dei in rood

Van Lamsweerde is een geslacht waarvan leden sinds 1814 tot de Nederlandse adel behoren.

## Geschiedenis
De bewezen stamreeks begint met Johan van Lamsweerde die in 1545 secretaris van de bisschop en het Domkapittel van Utrecht was. Ook in volgende eeuwen werden bestuursfuncties in de Utrechtse, later Gelderse regio's vervuld. In de 19e eeuw vervulden telgen bestuursfuncties op lokaal en nationaal niveau. In de 20e eeuw telde het geslacht opvallend veel kunstenaars, ook onder de aangetrouwden. In diezelfde eeuw vestigden takken zich in met name Italië, in België en in de Verenigde Staten van Amerika. Telgen uit de Belgische tak trouwden veelvuldig met leden van de Belgische adel.
Bij Souverein Besluit van 28 augustus 1814 werd Gerardus Wilhelmus Josephus van Lamsweerde (1758-1837) benoemd in de Ridderschap van Gelderland waarmee hij en zijn nageslacht tot de Nederlandse adel gingen behoren, en in 1817 volgde voor hem de titel van baron, overgaand bij eerstgeboorte, en in 1832 erkenning van de titel van baron(es) voor hem en zijn nageslacht.

## Enkele telgen
Gerardus Wilhelmus Josephus baron van Lamsweerde (1758-1837), katholiek Gelders landedelman, benoemd in de Ridderschap van Gelderland, lid Raad van State.
- Mr. Theodorus Marcellus Ignatius Aloysius baron van Lamsweerde, heer van Holthuizen (1791-1861), lid raad van Zutphen, lid Provinciale Staten van Gelderland
  - Henri Adolphus Nicolaus Mauritz baron van Lamsweerde (1828-1901), burgemeester en secretaris van Wehl
- Mr. Josephus Joannes Gerardus Franciscus baron van Lamsweerde (1795-1875), lid van de Ridderschap van Gelderland
  - Mr. Alexander Theodorus Henricus Gerhardus baron van Lamsweerde (1834-1909), advocaat en rechter
    - Joseph Alexander Gerard Maria baron van Lamsweerde (1863-1942), burgemeester van Wehl

  - Franciscus Gerhardus Adolphus Reinerus baron van Lamsweerde (1839-1891), burgemeester van Boxtel en van Haaren
    - Franciscus Carolus Josephus Antonius Maria baron van Lamsweerde (1882-1960)
      - Louise Eugènie Marie barones van Lamsweerde (1913-1989); trouwde in 1964 met Ernst Voorhoeve (1900-1966), beeldhouwer en NSB'er

  - Adolphus Antonius Engelbertus Otto baron van Lamsweerde (1841-1910), kapitein pauselijke zouaven, stamvader van Italiaanse en Belgische takken
    - Pietro Giuseppe Carlo Luigi Maria baron van Lamsweerde (1870-1943), ingenieur, fabrieksdirecteur te Milaan
      - Eugenio baron van Lamsweerde (1902-1962), directeur N.V.
        - Ir. Baudoin Pascal Maria Adolfo baron van Lamsweerde (1938-2021), ingenieur
          - Sarah barones van Lamsweerde (1973), choreograaf en videokunstenares

        - Prof. dr. Axel Georges Marie Ghislain baron van Lamsweerde (1947), hoogleraar informatica aan de Université catholique de Louvain

  - Claire Caroline Arnoldine Antoinette barones van Lamsweerde (1845-1936); trouwde in 1880 met Frederik Joseph Henri baron van Voorst tot Voorst (1837-1906), burgemeester van Pannerden (1866-1870) en van Zevenaar (1871-1906)
- Elisabeth Maria Gertruda Frederica barones van Lamsweerde (1800-1865); trouwde in 1839 met jhr. mr. Jacobus Petrus Yvo Diert van Melissant, vrijheer van Hoogmade (1774-1847), raadsheer in de Hoge Raad der Nederlanden
- Mr. Alexander Fredericus Ernestus Martinus baron van Lamsweerde (1802-1864), lid Ridderschap van Gelderland
  - Clotildis Alexandria Maria Cornelia barones van Lamsweerde (1848-1913), stillevenschilder
  - Alphonsus Maria Josephus Ernestus Antonius baron van Lamsweerde (1853-1919), lid Eerste Kamer
    - Alexander Frederik Clemens Maurits Alphons baron van Lamsweerde (1894-1978), kandidaat-notaris
      - Leonardus Matheus Petrus Maria (Leo) baron van Lamsweerde (1919-1998), Engelandvaarder
      - Franciscus Ludovicus Aloysius Maria (Frans) baron van Lamsweerde (1920-1969), filmtekenaar en illustrator

    - Mr. Clemens Antonius Carolus Alphonsus Maria (Clemens) baron van Lamsweerde (1897-1972), substituut-griffier kantongerecht, kunstschilder en tekenaar; trouwde in 1923 met Lou van Lamsweerde-Dobbelmann (1895-1999), aquarellist
      - Clementine Ludovica Maria Josephina (Clementine) barones van Lamsweerde (1924-2015), beeldend kunstenares en boekillustrator
        - Inez van Lamsweerde (1963), kunstfotografe, maar volgens het Nederlands adelsrecht geen barones

      - Eleonora Wilhelmina Francisca Canisia Maria (Nora) barones van Lamsweerde (1926-2024), beeldend kunstenares; trouwde in 1963 met Henk Steur (1926-2020), beeldend kunstenaar
      - Mr. Eugène Petrus Ignatius Maria (Eugène) baron van Lamsweerde (1930), beeldend kunstenaar; trouwde in 1958 met Anneke Bernet Kempers (1935), televisiepresentratrice
      - Drs. Felix Petrus Caolus Maria (Felix) baron van Lamsweerde (1934), antropoloog en ethnomusicoloog, specialist Indiase klassieke muziek

    - Herluf Christiaan Joseph Aloysius van Lamsweerde (1900-1965), hoofdredacteur dagbladen De Tijd, De Maasbode en De Nieuwe Dag, letterkundige onder de naam Herluf van Merlet
      - Ingrid Ludovica Alexandra Theresia Maria barones van Lamsweerde (1927-2023), kunstschilderes
      - Reinald Arnomdus Franciscus Maria (Reinald) baron van Lamsweerde (1932-2005), kunstschilder; trouwde in 1962 met 1962 met Laura de Moor (1942), illustratrice en dochter van kunstenaar Chris de Moor (1899-1981)

## Familiewapen
De familie heeft een sprekend wapen: in rood een zilveren lam, houdende met de linkervoorpoot een omgekeerd zilveren zwaard met gouden gevest, over de schouder.